# BTR-152
BTR-152は、ソビエト連邦の装輪式装甲兵員輸送車である。スターリン自動車工場（ZiS）で開発され、1950年に制式採用された。1962年に生産中止されるまで12,421両が生産され、ロシアでは1993年に退役したが、2024年時点でも運用している国がある。

## 構造
BTR-152は全体的に、独ソ戦で対面したナチス・ドイツのSd Kfz 250/251やアメリカ合衆国からレンドリース供与されたM5/M9ハーフトラックからレイアウト面における影響を受けている。
モロトフ自動車工場（GAZ）のBTR-40と並行する形で、スターリン自動車工場（ZiS）で開発された。前期はZiS-151トラックのシャーシをベースとして開発され、後期はZIL-157トラックをベースとするものとなった。
オープントップ式で17名の歩兵を搭乗させることが可能。後期の派生型は乗員が路面の状態などを考慮に入れてタイヤの空気圧を調節できる機能を搭載している。
両側面には搭乗歩兵が内部から射撃できるように三ヶ所ずつのガンポートが備わっている。

## 派生型
BTR-152
ZiS-151トラックをベース車両とする兵員輸送型。
BTR-152-A
対空車輌。
兵員区画に2連装（ZPU-2）の14.5 mm対空機銃を装備した。
対空機銃1丁あたり1,200発の弾丸を携行し、全周旋回可能。仰俯角は-5°~+80°。
BTR-152-B
砲兵指揮車両。車体前部にウインチを搭載した。タイヤ空気圧調製システム装備。
BTR-152-D
ZPTU-4をさらに2丁搭載し、4連装にした車両。試作車輌のみ。
BTR-152-V
ベース車輌をZIL-157トラックに変更。車体前部にウインチを搭載した。タイヤ空気圧調製システム装備。
BTR-152-E
BTR-152-Aと同等の兵装。ベースがBTR-152-V。
BTR-152-S
戦闘指揮車輌。ベースがBTR-152-V。
BTR-152-K
密閉式戦闘室採用型。車体重量は9 t、乗員は2+13名。上部ハッチも採用。
BTR-152-V-1
BTR-152-Vに暗視装置搭載。タイヤ空気圧調製システムを改良。
BTR-152-U
戦闘指揮車輌。配備されず。
BTR-152-V-2
BTR-152をBTR-152-V-1の性能を基準として改良。試作のみ。
BTR-E-152-V
実験車輌。悪路走破性能を改善するため、後前軸をやや前方へ移動し、後二軸の間隔を広げた。
BTR-152 TCM-20
第三次中東戦争で鹵獲した元シリアやエジプトのBTR-152にイスパノ・スイザ HS.404 20 mm機関砲を連装使用したTCM-20対空機関砲を搭載したイスラエルの対空車輌。
BTR-152 ARV
第三次中東戦争で鹵獲した元シリアやエジプトのBTR-152にクレーンを装備したARV（装甲回収車）。イスラエル軍による改造車両で、後に南レバノン軍に供与された。
56式兵員輸送車
中国版。

## ギャラリー

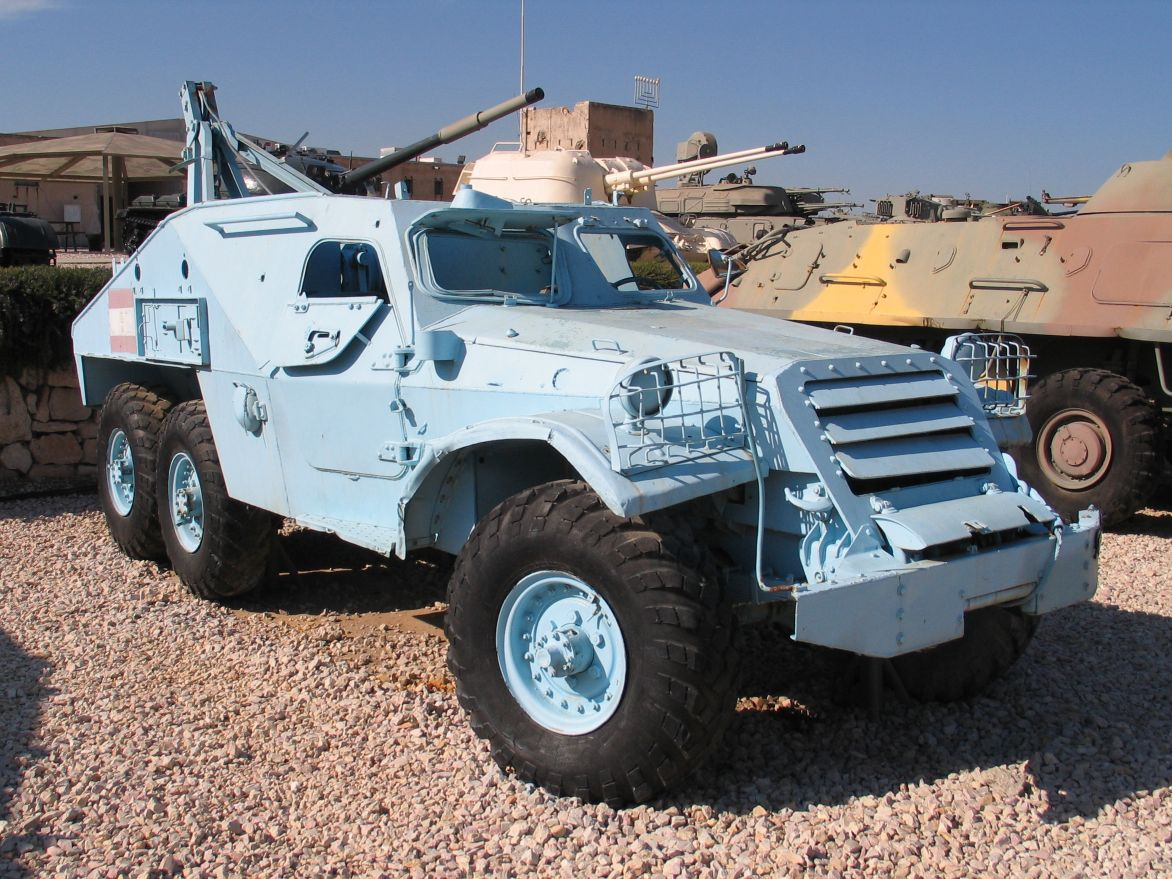
南レバノン軍のBTR-152 ARV。元はイスラエル軍で改造された。
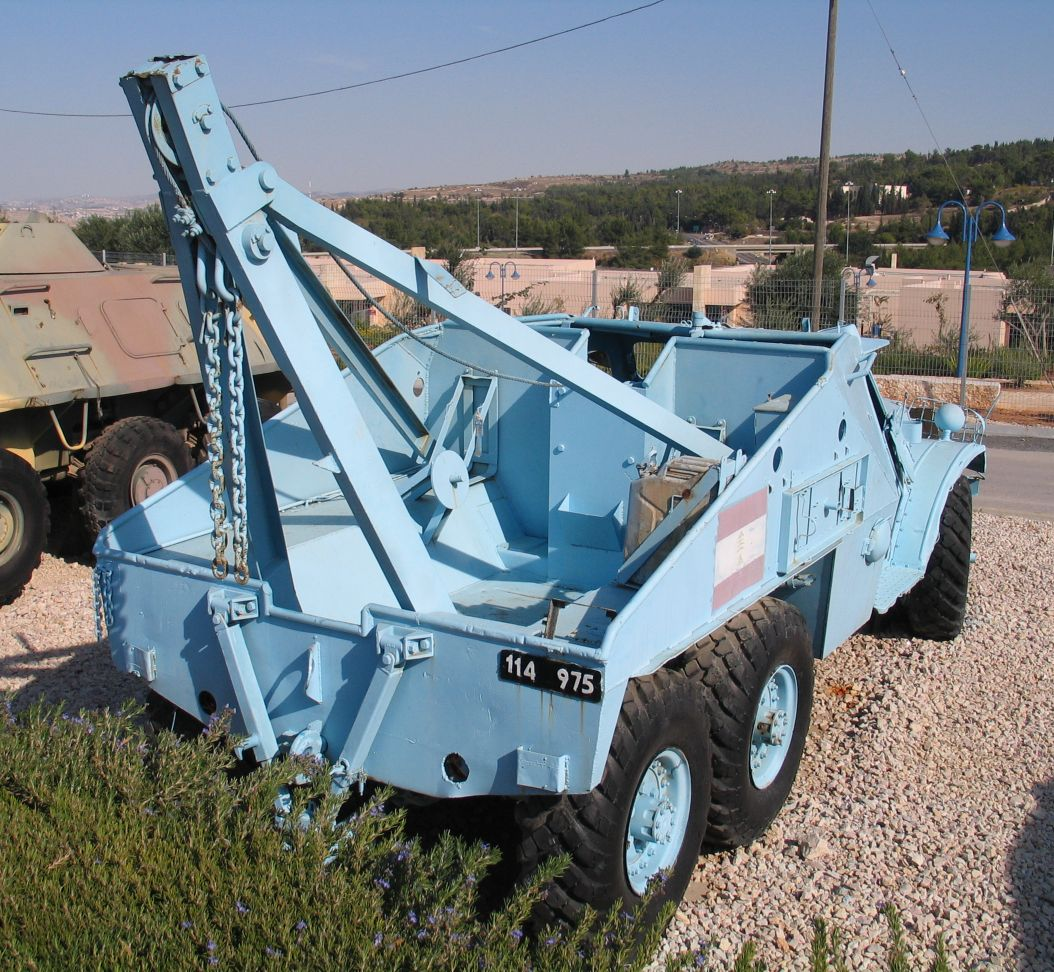
南レバノン軍のBTR-152 ARV。車体後部。
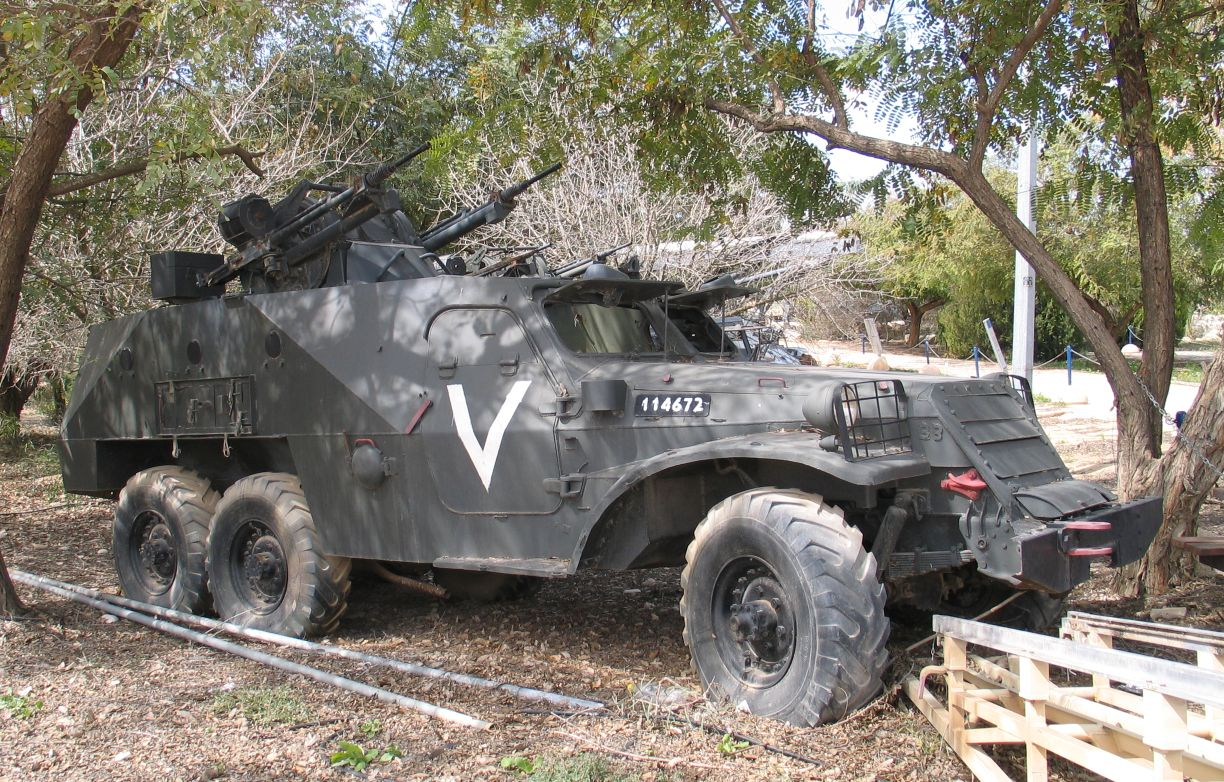
イスラエル軍で改造された、BTR-152 TCM-20
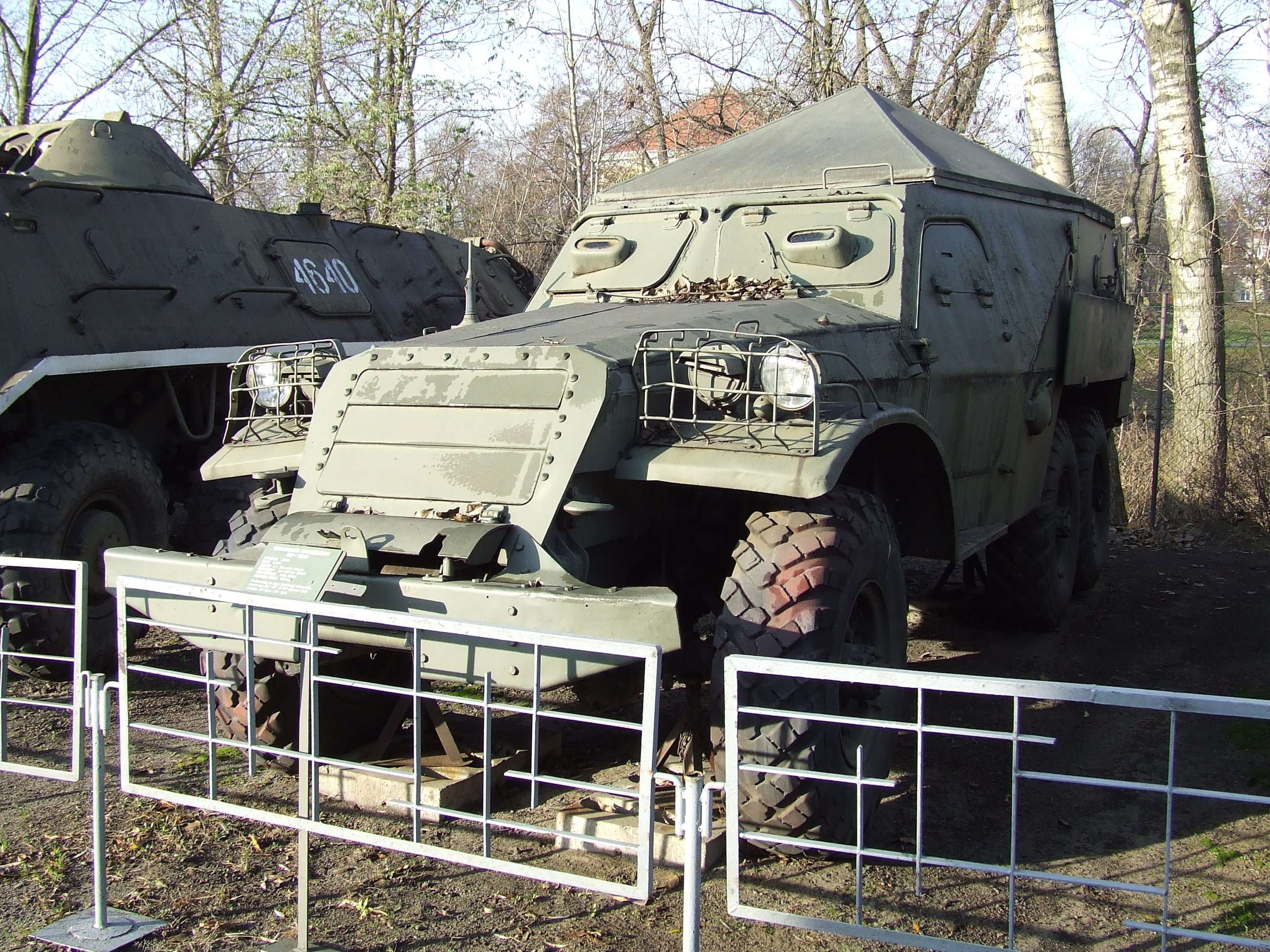
ポーランドで展示されているBTR-152-W

## 使用国

### 現在の運用国
- アンゴラ
- キューバ
- エチオピア
- ギニア
- 赤道ギニア
- ギニアビサウ - 2024年時点で、ギニアビサウ陸軍が20両の56式を保有[2]。
- 北朝鮮
- スーダン
- シリア
- タンザニア - 2024年時点で、タンザニア陸軍が推定10両のBTR-40/BTR-152を保有[3]。
- ベトナム

## 登場作品
『メタルギアソリッド3』
グロズニィグラードに大量に駐車してある他、ラゾレーヴォにてスネーク達を待ち伏せしている。